# Piotr Wilczek
Piotr Antoni Wilczek (ur. 26 kwietnia 1962 w Chorzowie) – polski historyk literatury i kultury, przekładoznawca, tłumacz literacki, profesor nauk humanistycznych, pracownik naukowo-dydaktyczny Uniwersytetu Warszawskiego. W latach 2016–2021 ambasador RP w Stanach Zjednoczonych, od 2022 ambasador w Wielkiej Brytanii.

## Życiorys
Syn artysty grafika i witrażysty Pawła Wilczka. Jest absolwentem Wydziału Filologicznego Uniwersytetu Śląskiego w Katowicach (1986), gdzie również się doktoryzował (1992; Erazm Otwinowski. Studium z dziejów literatury ariańskiej w XVI wieku; promotor: Jan Malicki) i habilitował (2001; Dyskurs, przekład, interpretacja. Literatura staropolska i jej trwanie we współczesnej kulturze). Tytuł naukowy profesora nauk humanistycznych otrzymał od Prezydenta RP w 2006. W latach 1986–2008 był nauczycielem akademickim UŚ, m.in. pełnił funkcję dziekana Wydziału Filologicznego (2002–2008). Był także pracownikiem Wyższej Szkoły Ekonomiczno-Humanistycznej w Bielsku-Białej, Wyższej Szkoły Lingwistycznej w Częstochowie i Wyższej Szkoły Pedagogicznej Związku Nauczycielstwa Polskiego w Warszawie. Od 2008 jest profesorem zwyczajnym na Wydziale „Artes Liberales” Uniwersytetu Warszawskiego, gdzie kierował Ośrodkiem Badań nad Reformacją i Kulturą Intelektualną w Europie Wczesnonowożytnej. 
Ukończył również Międzywydziałowe Podyplomowe Studia Neolatynistyczne na Uniwersytecie Łódzkim, odbył staż podyplomowy na Uniwersytecie Oksfordzkim (1988) oraz staż podoktorski w Instytucie Warburga na Uniwersytecie w Londynie (1996). Przebywał dwukrotnie jako visiting translator w The British Centre for Literary Translation na University of East Anglia (1994, 1996). W latach 1998–2001 był profesorem wizytującym na uniwersytetach w USA (Rice University, University of Illinois w Chicago, University of Chicago), przebywał też jako visiting scholar w Boston College i w Cleveland State University, wykładał gościnnie w Harvard University oraz University of Texas at Austin. 
Był członkiem Komitetu Nauk o Literaturze Polskiej Akademii Nauk i Amerykańskiej Grupy Studyjnej przy Polskim Instytucie Spraw Międzynarodowych. Należy do Stowarzyszenia Tłumaczy Literatury. W latach 2014–2016 przedstawiciel w Polsce Fundacji Kościuszkowskiej i prezes zarządu Fundacji Kościuszkowskiej Polska. 
Jest członkiem zespołów redakcyjnych czasopism naukowych (“Reformation and Renaissance Review”, “Odrodzenie i Reformacja w Polsce” oraz “The Sarmatian Review”). Wchodzi w skład polskich i zagranicznych rad naukowych i komitetów doradczych, m.in. Reformation Research Consortium (RefoRC) oraz Post-Reformation Digital Library oraz serii wydawniczych w Springer-Verlag GmbH i Walter de Gruyter GmbH.
21 października 2016 prezydent Andrzej Duda podpisał nominację Piotra Wilczka na ambasadora RP w USA i we Wspólnocie Bahamów. Pełnienie funkcji rozpoczął 9 listopada 2016. W 2020 został laureatem nagrody Ministra Spraw Zagranicznych „Amicus Oeconomiae” za szczególny wkład w promocję polskiej gospodarki i wsparcie polskich przedsiębiorców za granicą. Pracę na stanowisku ambasadora zakończył 31 października 2021. 22 grudnia 2021 został mianowany ambasadorem w Wielkiej Brytanii. Stanowisko objął 15 lutego 2022.

## Odznaczenia i wyróżnienia
- Medal Komisji Edukacji Narodowej (2005)
- Odznaka honorowa „Zasłużony dla Kultury Polskiej” (2006)
- tytuł doctora honoris causa Uniwersytetu Stanowego Cleveland (17 maja 2017)[8]
- Krzyż Kawalerski Orderu Odrodzenia Polski „za wybitne zasługi w służbie zagranicznej, za osiągnięcia w podejmowanej z pożytkiem dla kraju pracy zawodowej i działalności dyplomatycznej” (2022)[9]

## Publikacje

### Książki autorskie
- Polonia Reformata. Essays on the Polish Reformation(s) Vandenhoeck & Ruprecht, Göttingen 2016[10].
- Angielsko-polskie związki literackie. Szkice o przekładzie artystycznym Wydawnictwo Naukowe “Śląsk”, Katowice 2011.
- Jan Kochanowski Wydawnictwo Nomen Omen, Katowice 2011 (publikacja elektroniczna – ebook).
- Polonice et Latine. Studia o literaturze staropolskiej Wydawnictwo Uniwersytetu Śląskiego, Katowice 2007.
- (Mis)translation and (Mis)interpretation: Polish Literature in the Context of Cross-Cultural Communication Peter Lang. Frankfurt am Main 2005.
- Literatura polskiego renesansu Wydawnictwo Uniwersytetu Śląskiego, Katowice 2005.
- Dyskurs – przekład – interpretacja: literatura staropolska i jej trwanie we współczesnej kulturze Gnome, Katowice 2001.
- Poezja polskiego renesansu. Interpretacje Książnica, Katowice 2000 (współautor: Kazimierz Martyn).
- Szkolny słownik literatury staropolskiej Videograf II, Katowice 1999 (Współautorzy: Janusz K. Goliński, Roman Mazurkiewicz).
- Ślady egzystencji. Szkice o polskich pisarzach emigracyjnych Wydawnictwo Naukowe „Śląsk”, Katowice 1997.
- Erazm Otwinowski – pisarz ariański Gnome, Katowice 1994.
- Spory  o  Biblię  w  literaturze  Renesansu i Reformacji Szumacher, Kielce 1995.

### Książki redagowane i edycje krytyczne
- Literatura piękna i medycyna Wydawnictwo "Homini", Kraków 2015 (współredaktor: Maciej Ganczar).
- Tłumacz i przekład – wyzwania współczesności Wydawnictwo "Śląsk", Katowice 2013 (współredaktor: Maciej Ganczar).
- Rola tłumacza i przekładu w epoce wielokulturowości i globalizacji Wydawnictwo "Śląsk", Katowice 2012 (współredaktor: Maciej Ganczar).
- Wiesław Mincer, Jan Kalwin w Polsce. Bibliografia Red. nauk. Piotr Wilczek. Wydawnictwo Sub Lupa, Warszawa 2012.
- Collegium / College / Kolegium. College and the Academic Community in the European and the American Tradition Edited by Mark O’Connor and Piotr Wilczek. Wydawnictwo Sub Lupa. Boston – Warszawa 2011.
- Reformacja w dawnej Rzeczypospolitej i jej europejskie konteksty. Postulaty badawcze Red. nauk. Piotr Wilczek. Współpraca redakcyjna Michał Choptiany, Jakub Koryl, Alan Ross. Wydawnictwo Sub Lupa, Warszawa 2010.
- Retoryka Red. nauk. Piotr Wilczek, Maria Barłowska, Agnieszka Budzyńska-Daca. Wydawnictwo Naukowe PWN, Warszawa 2008.
- Treny: The Laments of Kochanowski Translated by Adam Czerniawski. Foreword by Donald Davie. Edited and annotated by Piotr Wilczek. Legenda, Oxford 2001.
- Erazm Otwinowski, Pisma poetyckie Wydał Piotr Wilczek. IBL PAN, Warszawa 1999.
- Jan Kochanowski, Treny Przekład Adam Czerniawski. Przedmowa Donald Davie. Opracowanie i komentarz Piotr Wilczek. Wydawnictwo Uniwersytetu Śląskiego, Katowice 1996.

### Przekłady – książki
- Aleksander Topolski, Biez wodki. Moje wojenne przeżycia w Rosji [Without Vodka. Adventures in Wartime Russia]. REBIS, Poznań 2011.
- Thomas M. Gannon, George W. Traub, Pustynia i miasto [The Desert and the City. An Interpretation of the History of Christian Spirituality]. WAM, Kraków 1999.
- John Berendt, Północ w ogrodzie dobra i zła. Opowieść o Savannah [Midnight in the Garden of Good and Evil. A Savannah Story]. Prószyński i S-ka, Warszawa 1998.
- John  J. O'Donnell, Tajemnica Trójcy Świętej [The Mystery  of the Triune God]. WAM, Kraków 1993.
- Carlos G. Valles, Szkice o Bogu [Sketches of God]. WAM, Kraków 1994.
- Michael Paul Gallagher, Możesz wierzyć. Dziesięć etapów na drodze do wiary [Free to Believe. Ten Steps to  Faith]. WAM, Kraków 1995.

### Przekłady – artykuły i eseje
- Joseph Chaikin: Uwagi o Brechcie [Notes on Brecht] „FA-art” [Katowice] 4 (1992).
- Harold Pinter: Mowa  wygłoszona  w Hamburgu [RFN] podczas wręczania  Niemieckiej Nagrody Szekspirowskiej za rok 1970 [A speech made by Harold Pinter in Hamburg, West Germany, on being awarded the 1970 German Shakespeare Prize] „FA-art” [Katowice] 2–3 (1993).
- Gerard Manley Hopkins: O „Ćwiczeniach duchownych” św. Ignacego Loyoli [Comments on „The Spiritual Exercises” of St. Ignatius Loyola]  „Życie Duchowe” [Kraków] 1 (1994).
- Michael Paul Gallagher: Głód serca [Hunger of the Heart]  „Życie Duchowe” [Kraków] 4 (1995).